# Колдовство (фильм, 1988)
«Колдовство́» (англ. Witchcraft) — американский хоррор режиссёра   Роба Спера. Первый фильм из самой длинной серии  фильмов ужасов. Премьера фильма в Великобритании состоялась в ноябре 1988 года, в США 2 марта 1989 и в Германии в октябре 1989. Фильм был выпущен на VHS в 1988 году, и переиздан 15 октября 1997 года на DVD. Также известен под названиями «Ведьма и Колдун» (Witch and Warlock) и Зеркало тьмы (Mirror of Darkness). В 1989 году вышел сиквел Колдовство 2: Искусительница.
В России фильм выходил в переводе и озвучке Алексея Толмачёва под назанием Колдовство и Павла Прямостанова под названием Чёрная Магия.

## Сюжет
Когда Грейс Черчилль рожает ребёнка, в её голове вспыхивают тревожные видения, показывающие, как на столбе сжигают двух колдунов. Позже стало известно, что эти два человека - Джон и Элизабет Стоквелл, которые были сожжены в 1687 году. Видения, кажется, прекращаются после рождения её ребёнка, которому она даёт имя Уильям. Ситуация ухудшается, когда она, её муж и ребёнок временно переезжают в жуткий старый дом её свекрови. Именно здесь видения начинают возвращаться, и вокруг неё начинают происходить всевозможные жуткие события, включая священника, повесившегося на их заднем дворе. Грейс обнаруживает, что колдуны, которых она видела сгоревшими на костре, - это её муж и свекровь, и они утверждают, что Уильям - их. Когда они пытаются убить Грейс в сатанинском ритуале, её спасает немой дворецкий, позволяя Грейс спасти Уильяма.

## Критика
Фильм получил смешанные отзывы критиков.
Веб-сайт «The A.V. Club, публикующий обзоры фильмов, назвал фильм плагиатом Ребёнка Розмари», но также лучшим из всей серии фильмов.
Джон Стэнли в своей книге «Creature Feature. Berkley Boulevard» дал фильму две из пяти звезд
По состоянию на март 2019 года, фильм имеет рейтинг 13 % на Rotten Tomatoes.
Занимает 17 место в рейтинге лучших фильмов о колдовстве 80-х годов по версии сайта Flickchart.
В рецензии от «Кино по Углом» сказано, что «Динамикой или каким-либо активным действием фильм не радует, всё чересчур спокойно, медленно и непонятно».

## В ролях
- Анат Тополь (В титрах Анат Топль-Барзилай) — Грэйс Черчилль
- Гари Слоун — Джон Стоктон/ Джон Стоквел
- Мэри Шелли — Элизабет Скоттон/ Элизабет Стоквел
- Дебора Спера[англ.] — Линда
- Александр Кирквуд — Пастырь
- Лии Кисман — Эллсворт
- Росс Ньютон[англ.] — Уильям[8]
- Чарлз Грант — Доктор Адлер
- Девид Фокс[англ.] — горожанин

## Производство
Фильм снимался в Резиденции Томаса В. Филлипса - 2215S. Гарвардский бульвар, Лос-Анджелес, Калифорния, США, там-же проходили съёмки фильмов Хэллоуин 2007 и Люди под лестницей.
В фильме снималась Анат Тополь - дочь актёра Хаима Тополя.
Саундтреком фильма занимались компании  IDRA MUSIC Srl и Sound One Corporation.

### Технические данные
- Формат изображения — PAL (4:3)
- Плёнка — 35 мм (Eastman Kodak)
- Звук — Стерео

### Ошибки при производстве
- На обеденном столе, звук не синхронизирован с актёрами и использованием столового серебра.
- Когда священник приезжает в особняк на нём серый костюм.Сразу после его видения с огнём его костюм изменился на чёрный.
- В начальных титрах слово "original" пишется "origional".

### Съёмочная группа
- Боб Иви — Постановщик трюков
- Тони Миллер — Монтажёр

## Релиз
Слоганом фильма был - Спустя 300 лет они вернулись (англ. After 300 years they are back).
Фильм  выпускался на VHS компанией в 1988 году, а на DVD 15 октября 1997 года.
Дистрибуцией фильма в США занимались Academy Entertainment (VHS) и Simitar Entertainment (DVD).

### В других странах
Премьера во Франции состоялась в мае 1989 года.
В Великобритании Castle Home Video (VHS).
В Канаде Film Circuit (VHS) в 1990 году.
В Западной Германии Splendid Film (VHS).
В Мексике фильм вышел под названием Сатанинский обряд (Rito satánico) в 1989 году, дистрибуцией занималась компания Video Bruguera.

### Рейтинг
В США фильм получил рейтинг MPAA - R. В Великобритании 18 и В Западной Германии 16 (Вырезаны некоторые сцены).

## Серия фильмов
- Колдовство (1988)
- Колдовство 2: Искусительница (1989)
- Колдовство 3: Поцелуй смерти (1991)
- Колдовство 4: Девственное сердце (1992)
- Колдовство 5: Танец с Дьяволом (1993)
- Колдовство 6: Любовница Дьявола (1994)
- Колдовство 7: Час расплаты (1995)
- Колдовство 8: Призрак Салема (1996)
- Колдовство 9: Горькая плоть (1997)
- Колдовство 10: Повелительница (1998)
- Колдовство 11: Сёстры по крови (2000)
- Колдовство 12: В логове змея (2002)
- Колдовство 13: Кровь Избранных / 13-я жертва (2008)

### Трилогия
После 8-летнего перерыва серия возобнавляется тремя фильмами, выпущенными и снятыми одновременно. В первых двух фильмах трилогии Спаннер исследует культ ведьм. Действие 16-го фильма происходит в «реальном» мире и объясняет всю серию фильмов, а также пересмотр главных ролей - сложный сюжет о сатанинском заговоре по захвату мира.
- Колдовство 14: Ангел Смерти (2016)
- Колдовство 15: Кровь Розы (2016)
- Колдовство 16: Голливудский ковен (2016)